# Les Herbes folles
Les Herbes Folles (no Brasil: Ervas Daninhas, em Portugal: As Ervas Daninhas) é um filme francês de 2009 dirigido por Alain Resnais. O filme competiu no 62.º Festival de Cannes.

## Sinopse
Relata a história de uma moça que tem sua bolsa roubada na rua. Dias depois sua carteira é encontrada por um senhor em um estacionamento. Depois de muitas dúvidas, o senhor decide deixar a carteira na delegacia. Após recuperar sua carteira, a moça, muito agradecida liga para o senhor - a partir de então, esse mostra-se curioso e obsessivo em relação à moça, que a princípio não demonstra interesse. O romance físico entre os dois não é muito explorado, já que esse ocorre quase no final do filme.

## Elenco
- Sabine Azéma como Marguerite Muir
- André Dussollier como Georges Palet
- Anne Consigny como Suzanne, a esposa de Georges
- Emmanuelle Devos como Josépha
- Mathieu Amalric como Bernard de Bordeaux
- Michel Vuillermoz como Lucien d'Orange
- Sara Forestier como Élodie, a filha de Georges e Suzanne
- Nicolas Duvauchelle como Jean-Mi, marido de Élodie
- Annie Cordy como vizinha de Marguerite
- Vladimir Consigny como Marcellin, o filho de Georges e Suzanne
- Roger Pierre como Marcel Schwer
- Isabelle Des Courtils como Madame Larmeur
- Candice Charles como Elodie Larmeur
- Patrick Mimoun como Jean-Baptiste Larmeur
- Édouard Baer (voz) como narrador